# Jane Levy
Jane Colburn Levy (Los Angeles 29 de dezembro de 1989) é uma atriz norte-americana, mais conhecida por interpretar Zoey Clarke na serie de televisão Zoey e sua Fantástica Playlist e Mia Allen no remake de A Morte do Demônio em 2013.

## Infância
Levy nasceu em Los Angeles, a filha de Mary (née Tilbury), uma artista, e Lester Levy, um músico. Ela cresceu no Condado de Marin no Norte da Califórnia onde cursou o ensino médio. Na escola, ela estava na equipe de dança hip hop e era capitã do time de futebol feminino, e apareceu em produções teatrais da comunidade como no musica Annie e Mágico de Oz. Ela se descreve na escola como alguém popular.

## Filmografia
| Ano  | Título                              | Papel                       | Notas          |
| ---- | ----------------------------------- | --------------------------- | -------------- |
| 2012 | Nobody Walks                        | Caroline                    |                |
| 2012 | Fun Size                            | April Martin-Danzinger-Ross |                |
| 2013 | Evil Dead                           | Mia Allen                   |                |
| 2014 | About Alex                          | Kate                        |                |
| 2014 | Bang Bang Baby                      | Stepphy                     |                |
| 2015 | Nicholas & Hillary                  | Hillary                     | Curta-metragem |
| 2015 | Here Now                            | Mel                         | Curta-metragem |
| 2015 | Frank and Cindy                     | Kate                        |                |
| 2016 | Homem nas Trevas                    | Rocky                       |                |
| 2016 | Monster Trucks                      | Meredith                    |                |
| 2017 | Já Não Me Sinto Em Casa Nesse Mundo | Dez                         |                |
| 2018 | Pretenders                          | Catherine                   |                |
| 2018 | Office Uprising                     | Samantha                    |                |

| Ano       | Título                        | Papel              | Notas                          |
| --------- | ----------------------------- | ------------------ | ------------------------------ |
| 2011      | Shameless                     | Mandy Milkovich    | 5 episódios                    |
| 2011-2014 | Suburgatório                  | Tessa Altman       | Elenco Principal; 57 episódios |
| 2014      | Kroll Show                    | Madison            | 1 episódio                     |
| 2016      | Swedish Dicks                 | Taylor Slow / Ruth | 1 episódio                     |
| 2017      | Twin Peaks                    | Elizabeth          | 1 episódio                     |
| 2017      | There's... Johnny!            | Joy Greenfield     | Elenco Principal               |
| 2018      | Castle Rock                   | Jackie             | Elenco Principal               |
| 2019      | What/If                       | Lisa Ruiz-Donovan  | Elenco Principal               |
| 2020-2021 | Zoey's Extraordinary playlist | Zoey Clarke        | Papel principal                |